# The Sign of the Spade
The Sign of the Spade è un film muto del 1916 diretto da Murdock MacQuarrie. Prodotto dalla American Film Manufacturing Company e distribuito dalla Mutual Film, aveva come interpreti Allan Forrest, Helene Rosson, Warren Ellsworth, Harvey Clark.

## Trama
Il procuratore distrettuale Howard Lamson non riesce a trovare in nessun modo le prove che possano incriminare Wallace Thorpe, il capo di una banda criminale. Thorpe, infatti, fa uccidere chiunque possa testimoniare contro di lui e, per non lasciare dubbi su chi possa essere il mandante, lascia sempre sui cadaveri un asso di picche. I fuorilegge iniziano a usare come nuovo quartiere generale una casa di assistenza sociale gestita da Shirley, la sorella del procuratore. Quando le autorità cominciano a fare indagini su di loro, Thorpe sequestra Shirley che rapisce per tenerla come ostaggio. Quando però si reca da Lamson per concludere un accordo, il procuratore gli spara. Poi, libera la sorella e, essendo riuscito finalmente ad avere le prove inconfutabili dei crimini di Thorpe, fa chiudere in carcere il pericoloso gangster.

## Produzione
Il film fu prodotto dall'American Film Manufacturing Company.

## Distribuzione
Distribuito dalla Mutual, il film uscì nelle sale statunitensi il 26 giugno 1916.
Copie complete della pellicola si trovano conservate nell'archivio della Library of Congress di Washington.